# Montevideo Shopping
Montevideo Shopping è il primo centro commerciale aperto a Montevideo, Uruguay. Si trova nel quartiere del Buceo, al confine con Pocitos, di fronte al World Trade Center Montevideo.

## Il centro commerciale

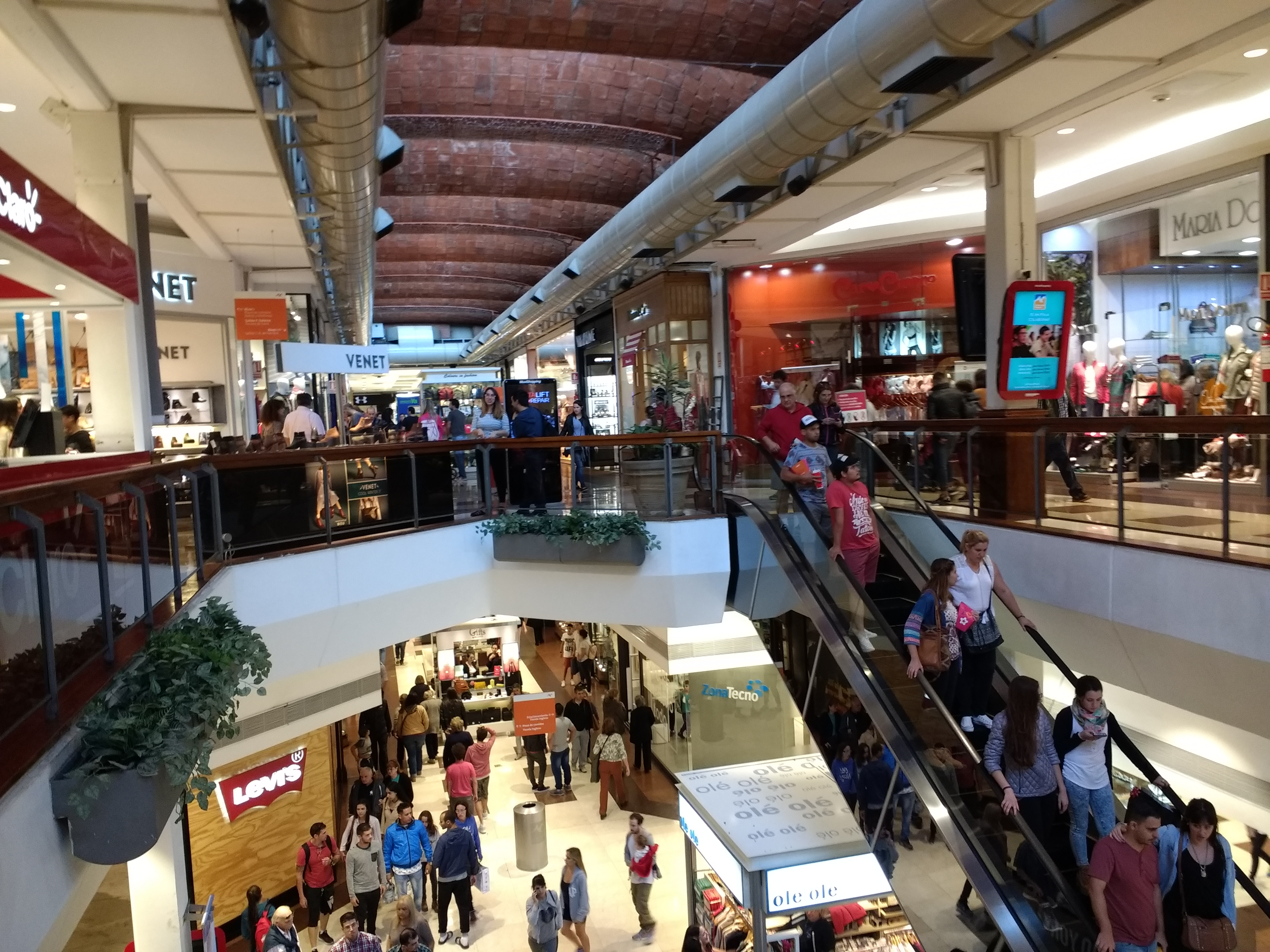
Interno del centro commerciale

Aperto nel 1985 e successivamente ampliato, dispone di 181 negozi su tre livelli e parcheggio per 2051 veicoli su sei livelli. È stato progettato dall'Estudio Gómez Platero, con l'intervento dell'ingegnere Eladio Dieste. L'idea originale del centro commerciale è da attribuirsi al contabile Luis Eugenio Lecueder. Il disegno del gabbiano è stato realizzato dal fumettista Gabriel Odera.
Il centro commerciale è gestito dall'Estudio Luis E. Lecueder (che a sua volta è proprietario del Portones Shopping, Tres Cruces Shopping, Nuevocentro Shopping, Salto Shopping Terminal, Mercedes Terminal Shopping, Colonia Shopping e Paysandú Terminal Shopping). Il complesso ospita circa 1.400.000 visitatori al mese ed è stato ampliato 21 volte.
Montevideo Shopping è stato il luogo di approdo di diversi marchi internazionali che hanno fatto il loro ingresso nel paese, come McDonald's (1991), Zara (1999), Forever 21 (2014), Starbucks (2018), H&M (2018)